# Bursitis
La bursitis es la inflamación de la bursa, estructura en forma de bolsa, que se sitúa entre huesos, tendones y músculos, con una función facilitadora del movimiento de dichas estructuras entre sí. Debido al proceso inflamatorio la bursa pasa a acumular una cantidad significativa de líquido. Esta dolencia puede ser aguda o crónica. Comúnmente, se presenta en la zona del hombro, la rodilla, el codo, la cadera o el tendón de Aquiles.

## Anatomía
Las bolsas serosas son estructuras con forma de bolsa o saco que se encuentran situadas cerca de las articulaciones y tienen la finalidad de facilitar los desplazamientos entre los tendones y otras estructuras próximas. En el organismo humano se han descrito alrededor de 150 bolsas serosas, la inflamación de una bolsa serosa se denomina bursitis.

## Clasificación

### Por su etiología
- Bursitis gotosa
- Bursitis traumáticas
- Bursitis reumatoide

### Por su localización
Miembro superior
- Hombro (bursitis subacromial, bursitis escapulohumeral). También llamado (síndrome de compresión subacromial del hombro, hombro de nadador o rotura del manguito rotador) se utiliza frecuentemente para describir movilidad reducida y problemas de dolor de hombro.

Esta patología es la principal lesión que afecta a deportistas que utilizan la articulación del hombro de manera habitual en sus deportes, nadadores, deportes de raqueta, hurling. En población no deportista incide alrededor de un 7%-26%.
Los múltiples factores causantes de esta lesión, pueden ser inmodificables o modificables. Los inmodificables son los que no van a poder cambiarse, como por ejemplo factores anatómicos que influyen en la articulación subacromial. Los factores modificables serán aquellos en los que podemos intervenir como desequilibrios musculares, exceso de carga sobre la articulación.
- Codo o bursitis olecraniana

La articulación del codo está formada por tres articulaciones: el húmero con el radio, el húmero con el cúbito y el radio distal con el cúbito distal. Es más frecuente en el sexo masculino, y se presenta mayormente en pacientes que se encuentran entre los 30 y 60 años de edad.
- Muñeca

Miembro inferior
- Cadera (bursitis trocantérea o trocanteritis)
- Rodilla (bursitis rotuliana)
- Tobillo (bursitis del tendón de Aquiles)

## Tratamiento
- Descanso o inmovilización temporal de la articulación afectada.[3]
- Antiinflamatorio no esteroideo (AINES), como el ibuprofeno, para calmar el dolor y la inflamación.
- Técnicas de Fisioterapia.
- Artrocentesis: Consiste en el drenaje del líquido articular excedente por medio de una punción con una aguja y en condiciones adecuadas de asepsia. Este procedimiento debe seguir con los estudios de las causas de la patología causante.
- Infiltración: Si la inflamación no responde al tratamiento inicial, podría estar indicado aplicar una infiltración.[4]
- Antibióticos: La bursitis ocasionada por infección se trata con antibióticos. Algunas veces, se debe hacer un drenaje quirúrgico de la bolsa infectada.

Rara vez se requiere cirugía para tratar esta afección. A medida que el dolor se calma, se debe comenzar a ejercitar el área afectada. Si se ha presentado atrofia muscular (debilidad o disminución en tamaño), el médico puede recomendar ejercicios para restablecer la fortaleza e incrementar la movilidad.